# さいたま地方裁判所
さいたま地方裁判所（さいたまちほうさいばんしょ）は、埼玉県さいたま市にある日本の地方裁判所の一つで、埼玉県を管轄している。略称は、さいたま地裁（さいたまちさい）。越谷、川越、熊谷、秩父に支部を置いている。
さいたま地方裁判所にはさいたま市浦和区に置かれている本庁のほか、越谷市、川越市、熊谷市、秩父市の4市に地方裁判所と家庭裁判所の支部を設置しているほか、川口市、さいたま市大宮区、久喜市、飯能市、所沢市、本庄市の6箇所を加えた11箇所に簡易裁判所を設置している。またさいたま第一、さいたま第二、川越、熊谷の4つの検察審査会も設置されている。
名称はかつて浦和地方裁判所（浦和地裁）（うらわちほうさいばんしょ〈うらわちさい〉）であったが、浦和市の市町村合併による「さいたま市」発足に伴い、2001年（平成13年）に改称され、その結果、地裁の名称としては唯一の平仮名表記となった。

## 所在地
- 本庁：埼玉県さいたま市浦和区高砂3丁目16-45　北緯35度51分20秒 東経139度38分55.3秒 / 北緯35.85556度 東経139.648694度
JR京浜東北線・宇都宮線・高崎線・湘南新宿ライン浦和駅西口から徒歩約10分、または国際興業バス[浦11]西堀循環、[志01]志木駅東口行き、[浦19-2]蕨駅西口行き、[浦10]田島団地行き 「県庁前」下車徒歩1分
JR埼京線中浦和駅下車から徒歩約20分、または国際興業バス浦和駅西口行きで「県庁前」下車徒歩1分
- 越谷支部：埼玉県越谷市東越谷9丁目34-2　北緯35度53分48.2秒 東経139度48分25.5秒 / 北緯35.896722度 東経139.807083度
JR武蔵野線南越谷駅、東武伊勢崎線新越谷駅下車 南越谷駅北口朝日バス乗場（花田行・市立図書館行）→法務局前下車
東武伊勢崎線越谷駅下車 越谷駅東口朝日バス乗場（市立病院・吉川団地・総合公園行）→市立病院前下車
- 川越支部：埼玉県川越市宮下町2丁目1-3　北緯35度55分39.2秒 東経139度29分8.3秒 / 北緯35.927556度 東経139.485639度
JR川越線、東武東上線川越駅下車 東武バス1番乗場（神明町車庫行）→喜多町下車
西武新宿線本川越駅下車 東武バス（神明町車庫行）→喜多町下車
- 熊谷支部：埼玉県熊谷市宮町1丁目68　北緯36度8分50.3秒 東経139度23分6.9秒 / 北緯36.147306度 東経139.385250度
上越新幹線、高崎線、秩父鉄道秩父本線熊谷駅北口下車 徒歩15分
- 秩父支部：埼玉県秩父市上町2丁目9-12　北緯35度59分25.7秒 東経139度4分46.9秒 / 北緯35.990472度 東経139.079694度
西武秩父線西武秩父駅、秩父鉄道秩父本線御花畑駅下車 徒歩10分

## 歴史
- 1872年（明治5年） - 県庁内に埼玉裁判所が設置。
- 1890年（明治23年）11月1日 - 浦和地方裁判所に改称
- 1891年（明治24年）11月28日 - 裁判所が火災により焼失。玉蔵院に仮庁舎を置く。
- 1893年（明治26年） - 浦和御殿の跡地である林地に浦和地方裁判所庁舎が建設された。現在は常盤公園となっており赤レンガ堀や塀などは当時のまま今も残る。
- 1969年（昭和44年）11月14日 - 狭山事件の裁判に抗議し、部落差別解消訴える男ら5人が裁判所に突入して2階が占拠される。男らは、突入した機動隊により排除され、建造物侵入などの疑いで逮捕[1]。
- 1973年（昭和48年） - 裁判所（家裁、簡裁も）・検察庁が現在の場所である県庁南の新庁舎（浦和刑務所跡地）に移転。現B棟。
- 1987年（昭和62年）7月17日 - 庁舎増築（現C棟）。
- 2001年（平成13年）2月28日 - 庁舎増築（現D棟）。
- 2001年（平成13年）5月1日 - 浦和地方裁判所はさいたま地方裁判所、浦和地方検察庁はさいたま地方検察庁に改称。
- 2008年（平成20年）3月25日 - 裁判員裁判専用庁舎増築（現A棟）。

## 管轄
本庁
- さいたま市、蕨市、戸田市、朝霞市、志木市、和光市、新座市、川口市、鴻巣市、上尾市、桶川市、北本市、蓮田市、北足立郡伊奈町、久喜市、加須市、幸手市、白岡市、南埼玉郡宮代町
  - さいたま簡易裁判所（本庁に併設）
    - 中央区、桜区、浦和区、南区、緑区、戸田市、蕨市

  - 川口簡易裁判所（所在地：埼玉県川口市中青木2丁目22-5）
    - 川口市

  - 大宮簡易裁判所（所在地：埼玉県さいたま市大宮区高鼻町3丁目140）
    - さいたま市（西区、北区、大宮区、見沼区、岩槻区）、鴻巣市、上尾市、桶川市、北本市、蓮田市、北足立郡伊奈町

  - 久喜簡易裁判所（所在地：埼玉県久喜市久喜東1丁目15-3（家裁出張所と同じ建物））
    - 久喜市、加須市、幸手市、白岡市、南埼玉郡宮代町

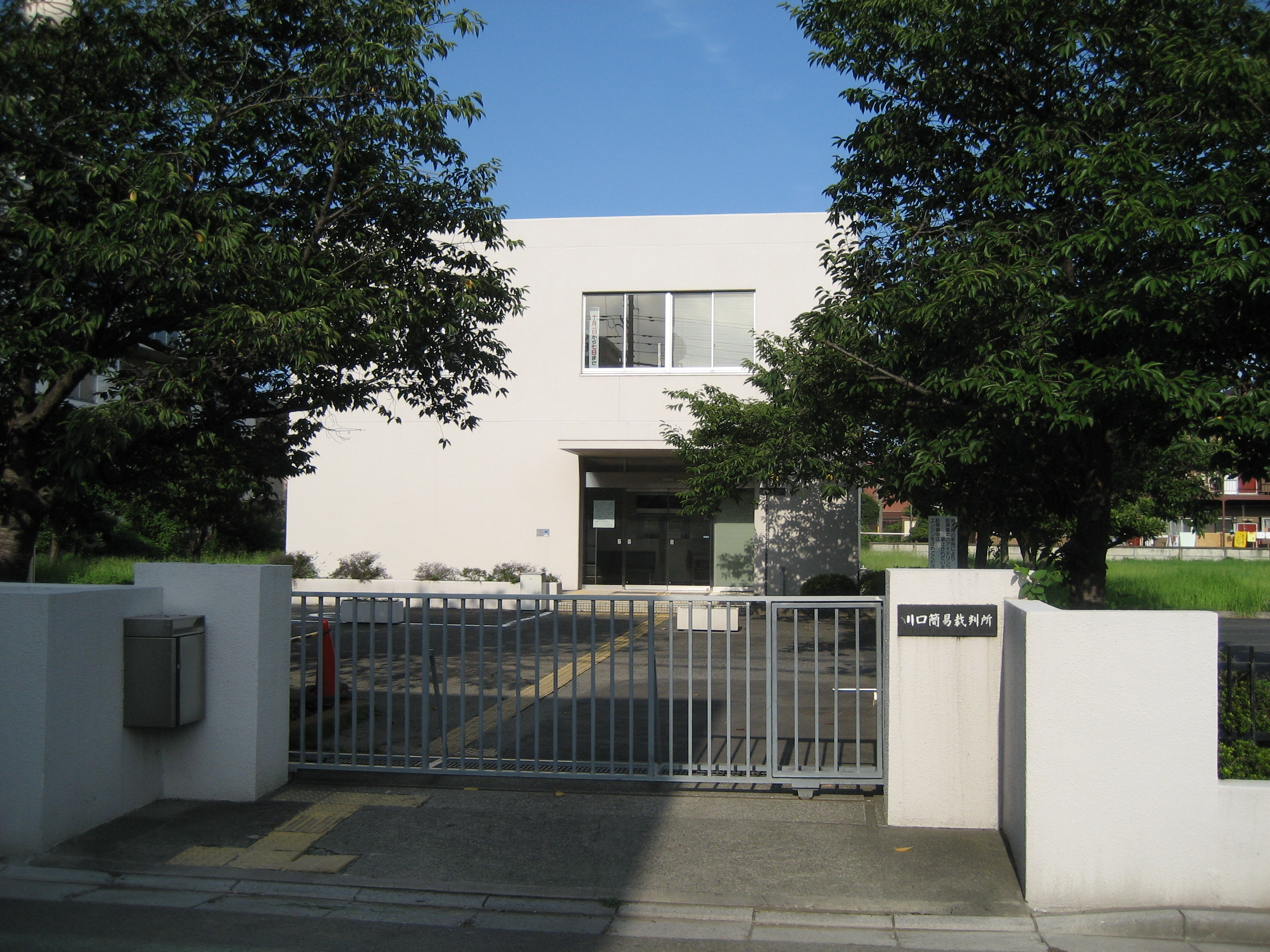
川口簡易裁判所
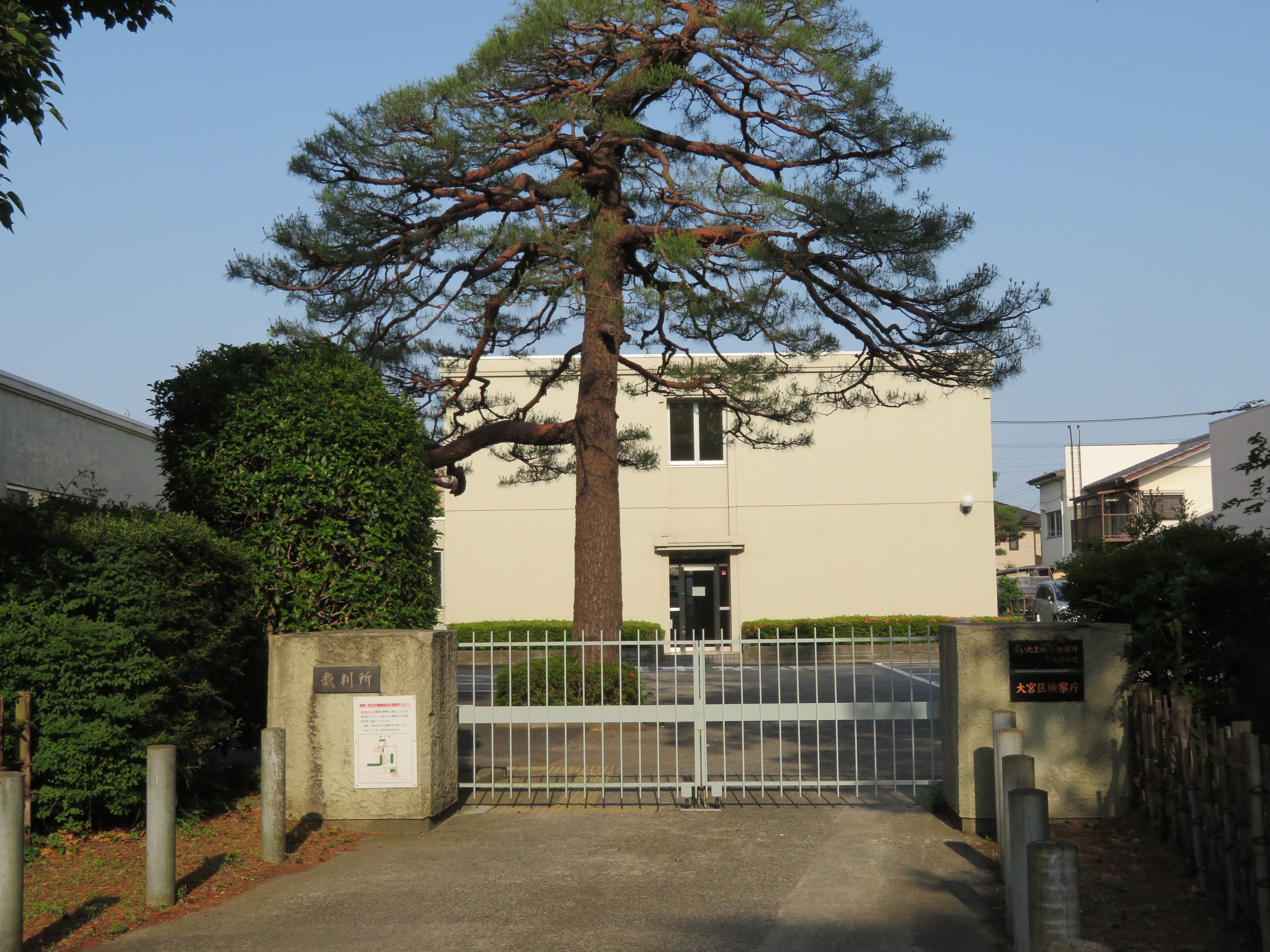
大宮簡易裁判所
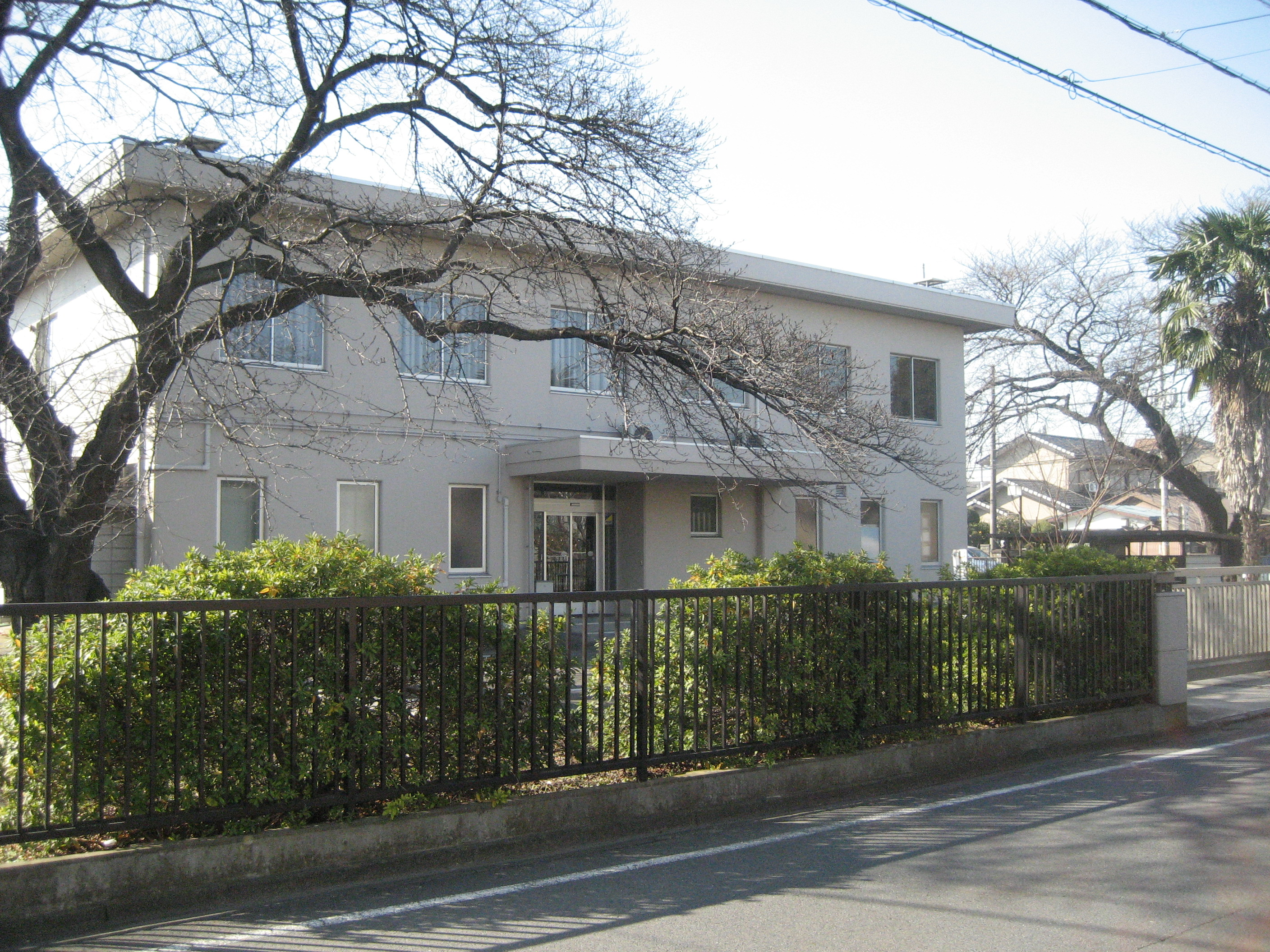
久喜簡易裁判所

越谷支部（越谷簡易裁判所併設）
- 越谷市、春日部市、草加市、八潮市、三郷市、吉川市、北葛飾郡杉戸町、松伏町

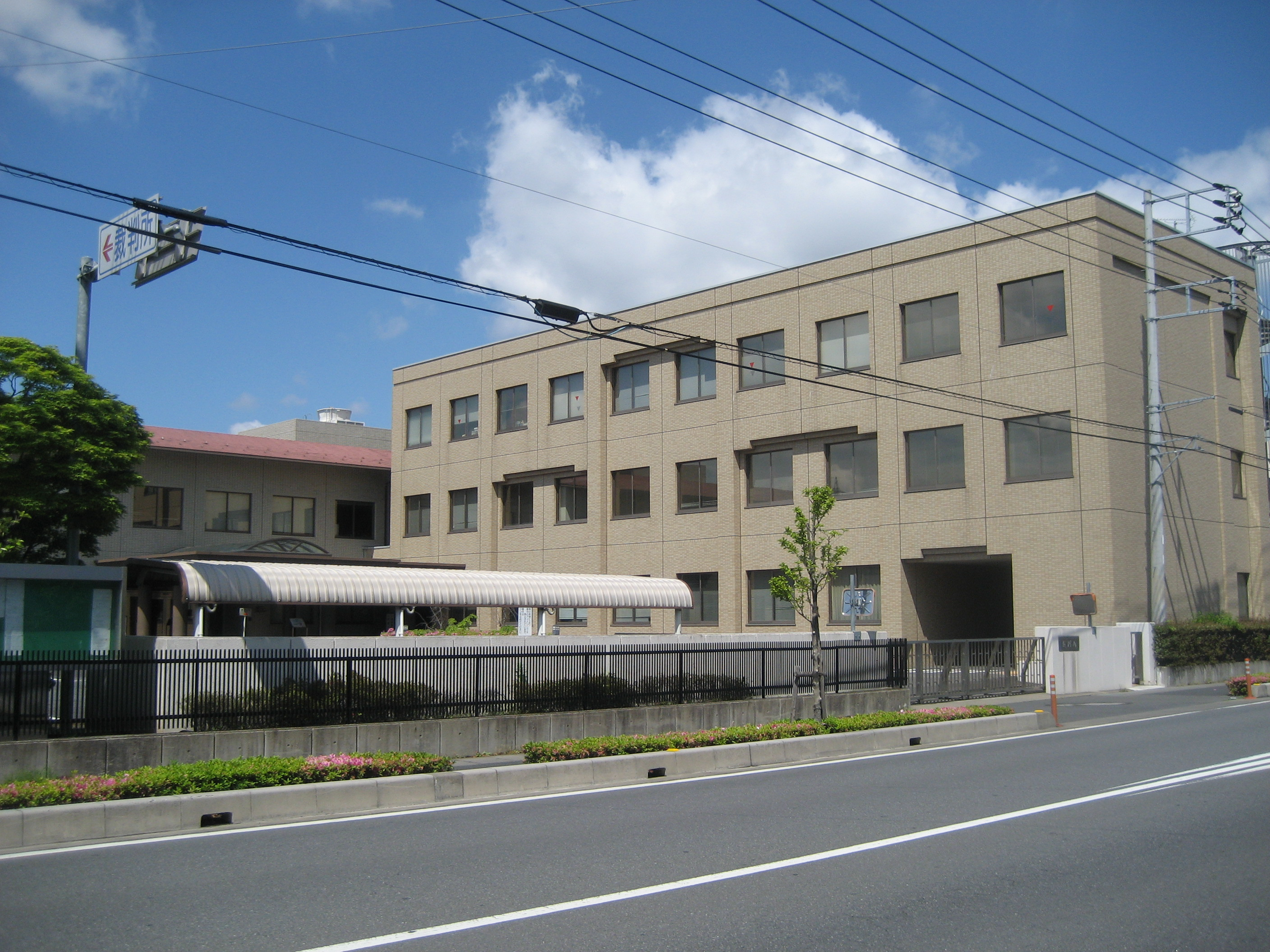
越谷支部

川越支部
- 川越市、富士見市、坂戸市、鶴ヶ島市、ふじみ野市、入間郡三芳町、越生町、毛呂山町、比企郡川島町、鳩山町、所沢市、狭山市、入間市、飯能市、日高市
  - 川越簡易裁判所（所在地：埼玉県川越市宮下町2丁目1-3（地裁・家裁支部と同じ建物））
    - 川越市、富士見市、坂戸市、鶴ヶ島市、ふじみ野市、入間郡三芳町、比企郡川島町

  - 所沢簡易裁判所（所在地：埼玉県所沢市並木6丁目1-4）
    - 所沢市、狭山市、入間市

  - 飯能簡易裁判所（所在地：埼玉県飯能市大字双柳371（家裁出張所と同じ建物））
    - 飯能市、日高市、入間郡越生町、入間郡毛呂山町、比企郡鳩山町

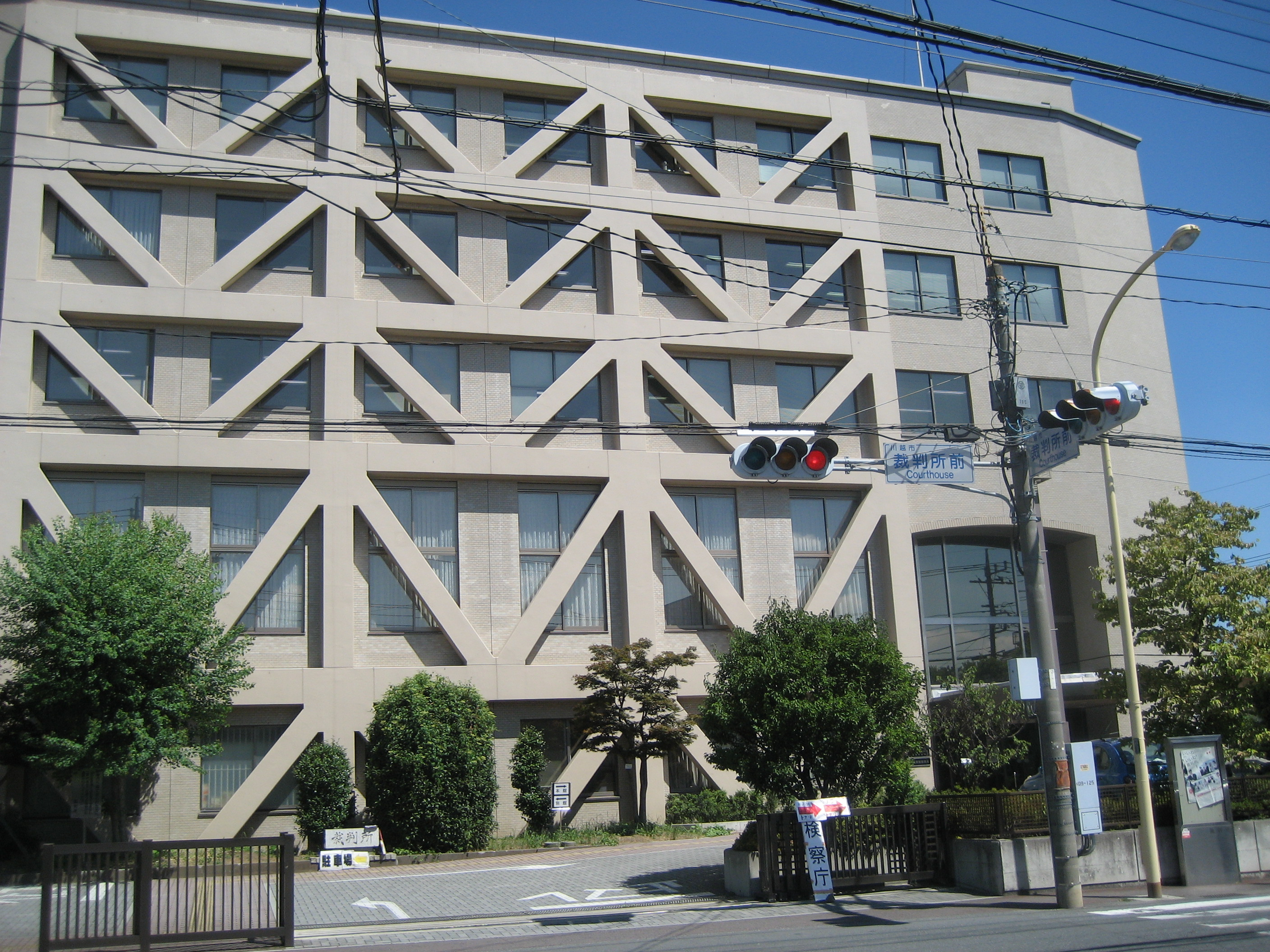
川越支部
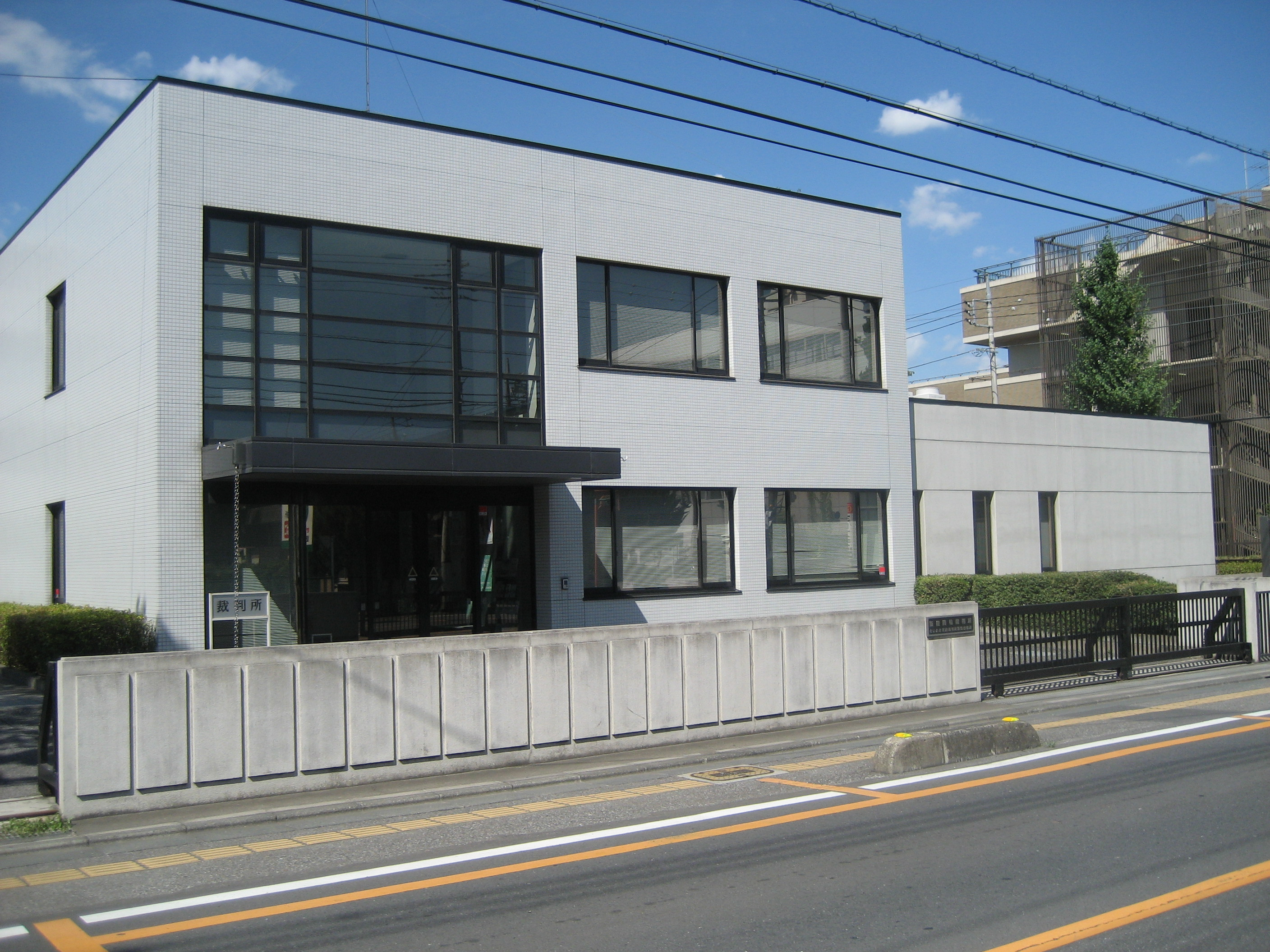
飯能簡易裁判所

熊谷支部
- 熊谷市、行田市、東松山市、羽生市、深谷市、比企郡滑川町、嵐山町、小川町、吉見町、ときがわ町、秩父郡東秩父村、大里郡寄居町、本庄市、児玉郡美里町、神川町、上里町
  - 熊谷簡易裁判所（所在地：埼玉県熊谷市宮町1丁目68（地裁・家裁支部と同じ建物））
    - 熊谷市、行田市、東松山市、羽生市、深谷市（旧大里郡川本町、旧大里郡花園町）、比企郡滑川町、比企郡嵐山町、比企郡小川町、比企郡吉見町、比企郡ときがわ町、秩父郡東秩父村、大里郡寄居町

  - 本庄簡易裁判所（所在地：埼玉県本庄市北堀1394-3）
    - 本庄市、深谷市（旧深谷市、旧大里郡岡部町）、児玉郡美里町、児玉郡神川町、児玉郡上里町

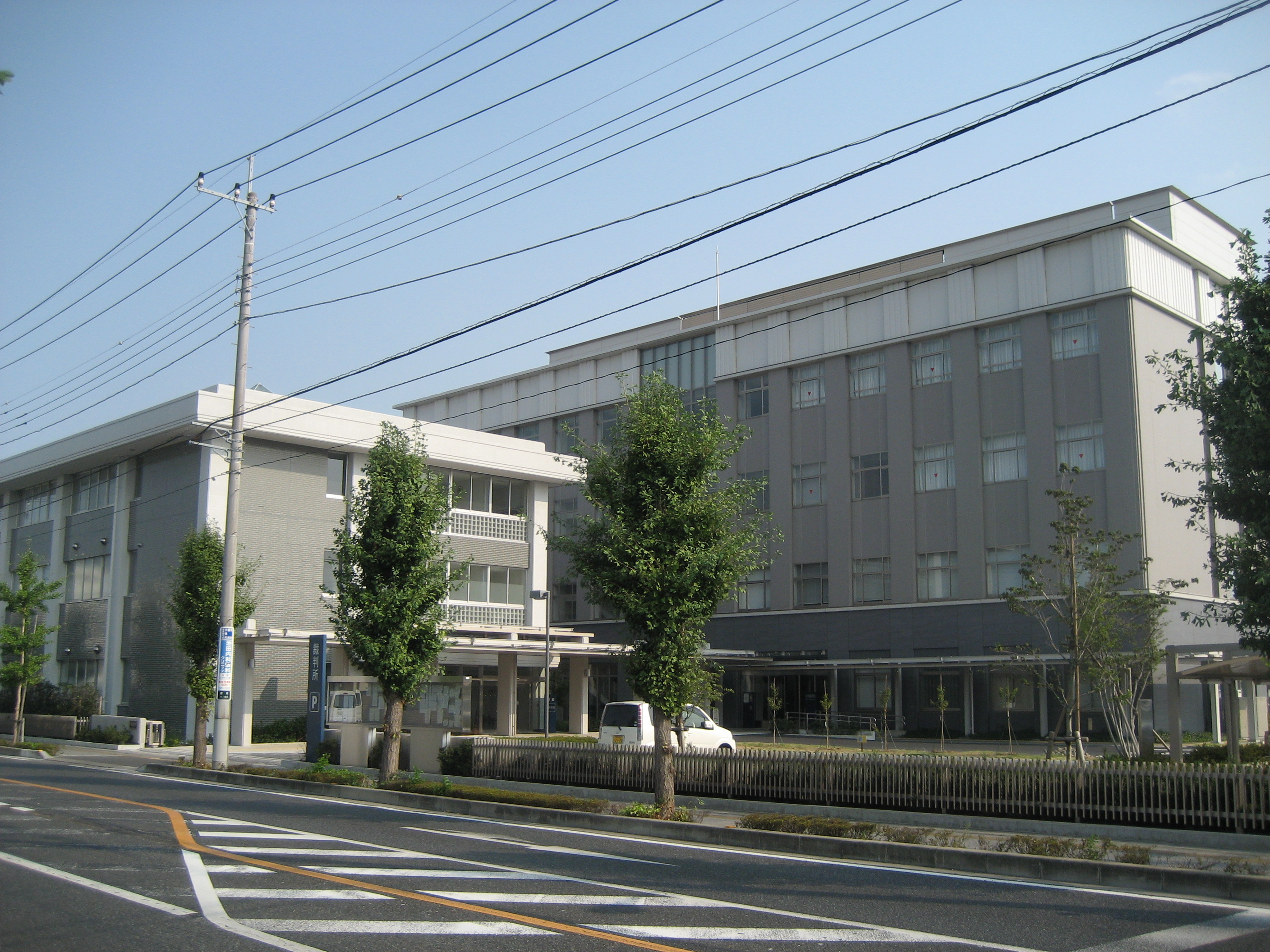
熊谷支部
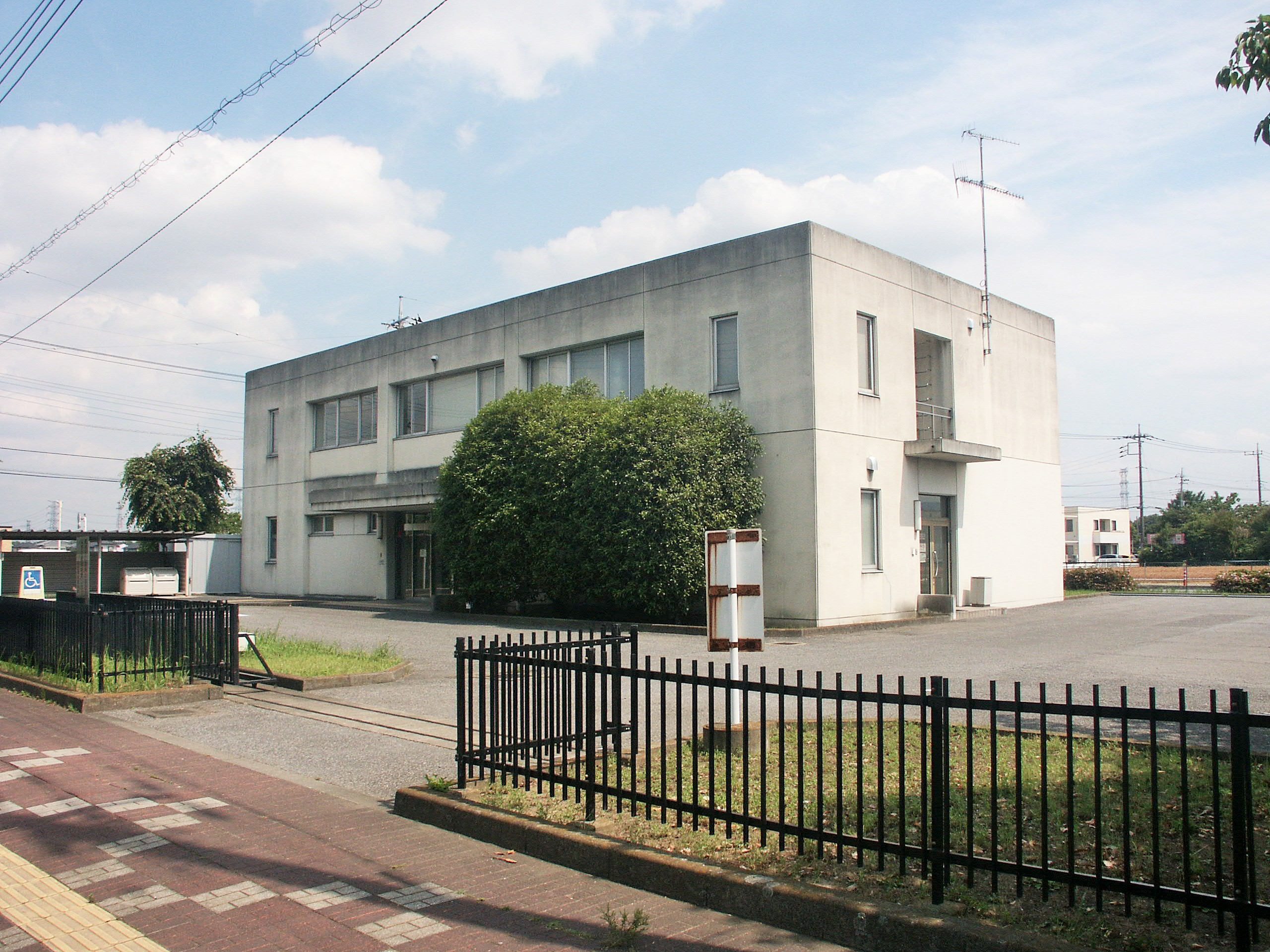
本庄簡易裁判所

秩父支部（秩父簡易裁判所併設）
- 秩父市、秩父郡横瀬町、皆野町、長瀞町、小鹿野町

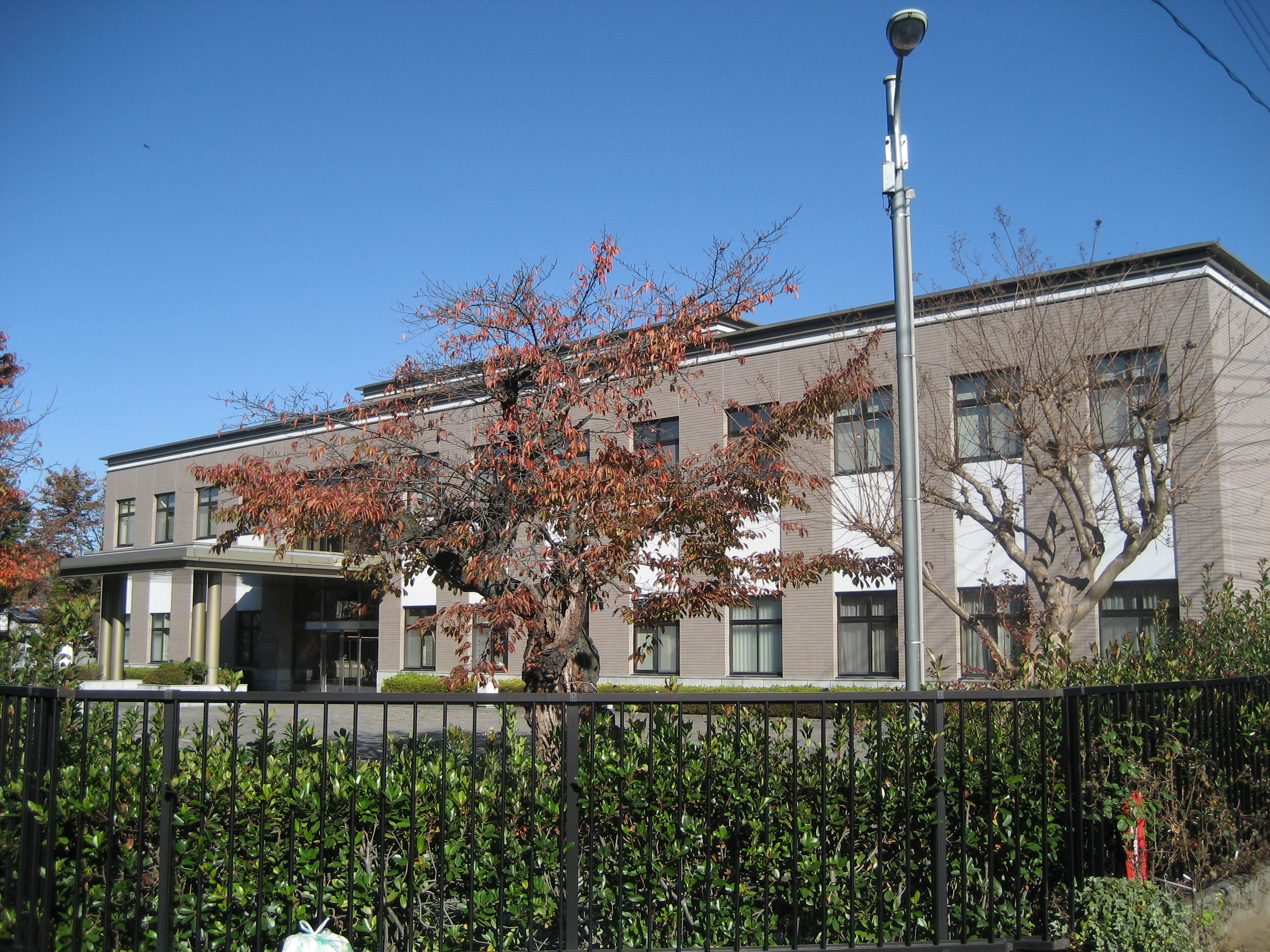
秩父支部

※ただし、裁判員裁判対象事件および行政事件、越谷支部管内の合議事件、少年事件は本庁で、秩父支部管内の執行事件（不動産競売）、合議事件、少年事件は熊谷支部でそれぞれ取り扱う。

## 歴代所長
浦和地方裁判所長
- 矢口洪一（1977年 - 1978年 東京家庭裁判所所長）
- 香川保一（1979年 - 1981年11月10日 東京高等裁判所部総括判事）
- 杉山克彦（1981年11月1日 - 1983年10月31日 東京高等裁判所部総括判事）
- 船田三雄（1983年11月1日 - 1986年1月16日 東京高等裁判所部総括判事）
- 新関雅夫（1986年1月17日 - 1987年4月1日 依願退官）
- 萩原太郎（1987年4月1日 - 1988年4月24日 東京家庭裁判所所長）
- 藤島利行（1988年4月25日 - 1989年5月31日 依願退官）
- 丹宗朝子（1989年6月1日 - 1991年2月14日 東京高等裁判所部総括判事）
- 櫻井文夫（1991年2月15日 - 1992年12月16日 東京高等裁判所部総括判事）
- 小倉顕（1992年12月27日 - 1995年7月27日 依願退官）
- 泉德治（1995年7月 - 1996年11月 最高裁判所事務総長）
- 島田仁郎（1996年11月 - 1998年8月 東京高等裁判所部総括判事）
- 福井厚士（1998年9月1日 - 2000年1月30日 東京地方裁判所所長）
- 中込秀樹（2000年1月 - 2001年5月）

さいたま地方裁判所長
- 中込秀樹（2001年5月 - 2002年5月 東京家庭裁判所所長）
- 細川清（2002年5月 - 2005年1月 東京家庭裁判所所長）
- 北山元章（2005年1月 - 2006年10月 福岡高等裁判所長官）
- 房村精一（2006年10月 - 2008年9月 東京高等裁判所部総括判事）
- 寺田逸郎（2008年9月 - 2010年2月 広島高等裁判所長官）
- 倉吉敬（2010年2月 - 2012年3月 横浜地方裁判所所長）
- 荒井勉（2012年3月 - 2013年10月 東京高等裁判所部総括判事）
- 戸倉三郎（2013年10月 - 2014年7月 最高裁判所事務総長）
- 小泉博嗣（2014年7月 - 2015年6月 司法研修所長）
- 河合健司（2015年6月 - 2016年2月 仙台高等裁判所長官）
- 深山卓也（2016年2月 - 2017年3月 東京高等裁判所長官）
- 山田俊雄（2017年3月 - 2019年2月 定年退官）
- 大善文男（2019年2月 - 2020年3月 東京高等裁判所部総括判事）
- 大段亨（2020年3月 - 2021年1月 定年退官）
- 野山宏（2021年1月 - 2022年1月 定年退官[2]）
- 吉村真幸（2022年1月 - 2023年5月 定年退官[3]）
- 小出邦夫（2023年5月 -2025年1月 東京高等裁判所部総括判事）[4]）
- 金子修（2025年1月 - ）

（任期の後ろは後職）